# 维莱拉 (帕雷迪什)
维莱拉是葡萄牙波尔图区的一个堂区。总面积3.79平方公里，总人口5080人，人口密度1340.4人/平方公里。